# مسجد سيدي بلحسن
يقع مسجد أبي الحسن التنسي المعروف أيضا بإسم مسجد سيدي بلحسن، الذي تغيرت وظيفته بالقرب من متحف في الجانب الغربي للساحة المجاورة للمسجد الكبير في تلمسان و بنيت هذه المعلمة الفنية سنة 1296م تخليدا لذكرى الأمير أبي إبراهيم ابن يحيى يغمراسن بعد وفاته كما تدل على ذلك الكتابة المنقوشة على لوح من المرمر مثبت على الحائط الغربي لقاعة الصلاة وسط الصف الثالث، وكذا النقيشتان المصنوعتان من الجبص اللتان يعلوان المحراب. يعتقد أن الاسم الحالي للمسجد منبثق من اسم القاضي والعالم الشهير أبي الحسن بن يخلف التٓنٓسِي الذي مارس القضاء تحت حكم السلطان أبي سعيد عثمان (1283-1303).

## وصف

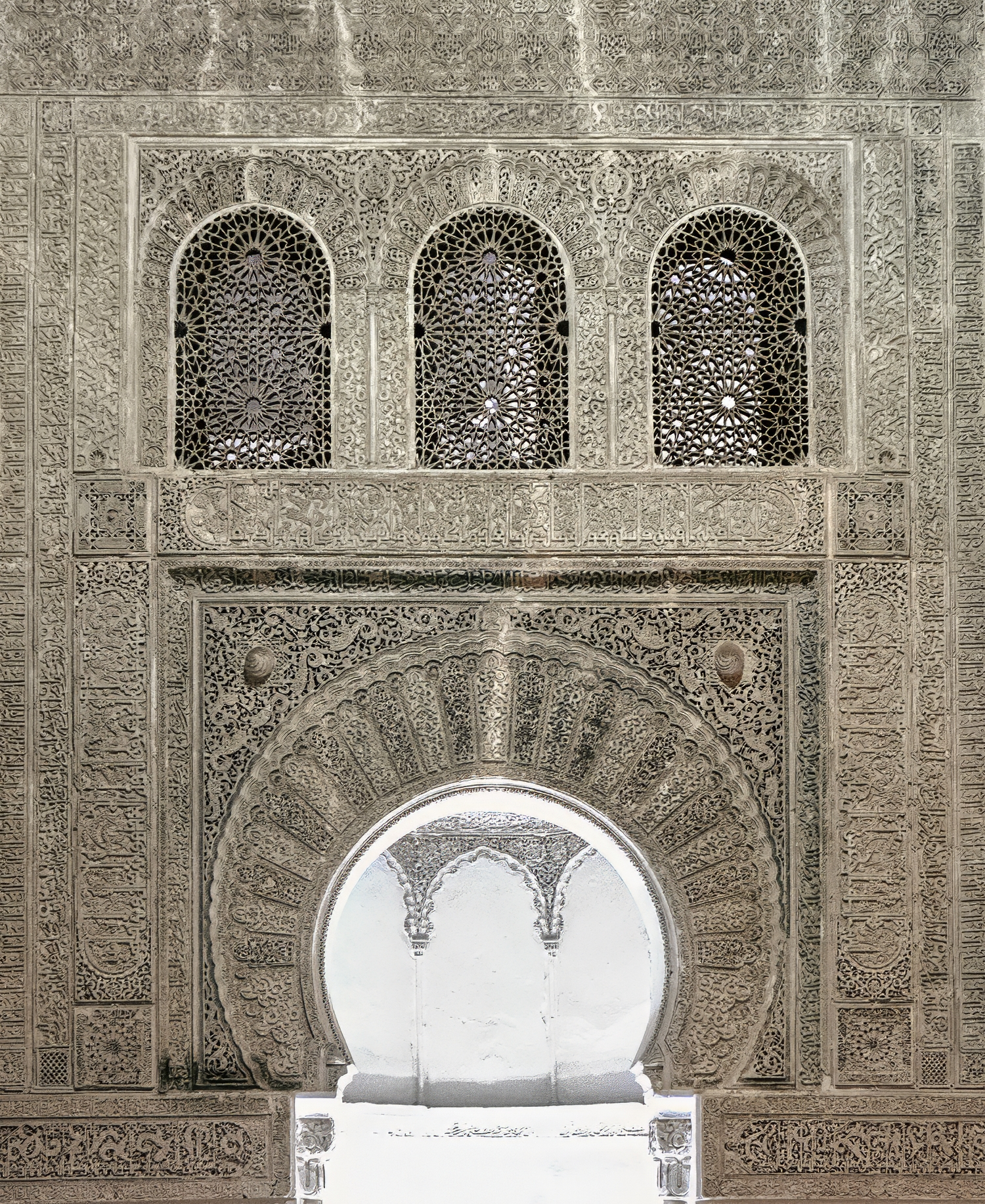
زخرفة مخراب المسجد.

هذا المسجد الذي يعود لفترة بني عبد الواد، ذو أبعاد متواضعة بالمقارنة مع المساجد المتواجدة داخل المدينة. يتميز تصميمه بغياب الصحن والبلاط الموازية لجدار القبلة. تنقسم قاعة الصلاة إلى ثلاث بلاطات وثلاثة أساكيب يحدها صفٓانِ من العقود المكسورة التي ترتكز على أعمدة من المرمر تعلو بعضها تيجان جميلة. صنعت السقوف من عوارض متشابكة من خشب الأرز تمنح أول نموذج جزائري لهذه التجاويف التي طورت ثلاثة أو أربعة قرون قبل ذلك بالأندلس.

ينفتح المحراب بعقد متجاوز داخل إطار مستطيل تعلوه ثلاث فتحات تحتلها شماسيات مفرغة بزخارف وردية، وتعد زخارف هذا المحراب من روائع أعمال النقش على الجبس، فجنبات العقد مؤثثة مناوبة بعناصر نباتية وأخرى كتابية. ومن الأركان تنبعث زخارف دقيقة نائية وحلزونية الشكل على الأرضية تتشكل من نجمة ذات ثمانية شعب وغصنيات. يزين الجزء السفلي للتيجان بعناصر نباتية متعرجة ومقوسة وهو تقليد مختزل لتيجان الأقنثة العتيقة، أما الجزء العلوي ذو الشكل المتوازي السطوح. فيتكون من زخارف نباتية تذكر ببعض تيجان جامعي قرطبة وتلمسان أما اتواج الأخرى فتقدم زخار محوريا مشكلا من سعيفات ترتكز على أوراق الأقنثة السفلية. هذه العناصر الزخرفية الموجودة في الفن القوطي ظهرت في الغرب الإسلامي بالجعفرية بسرقسطة.

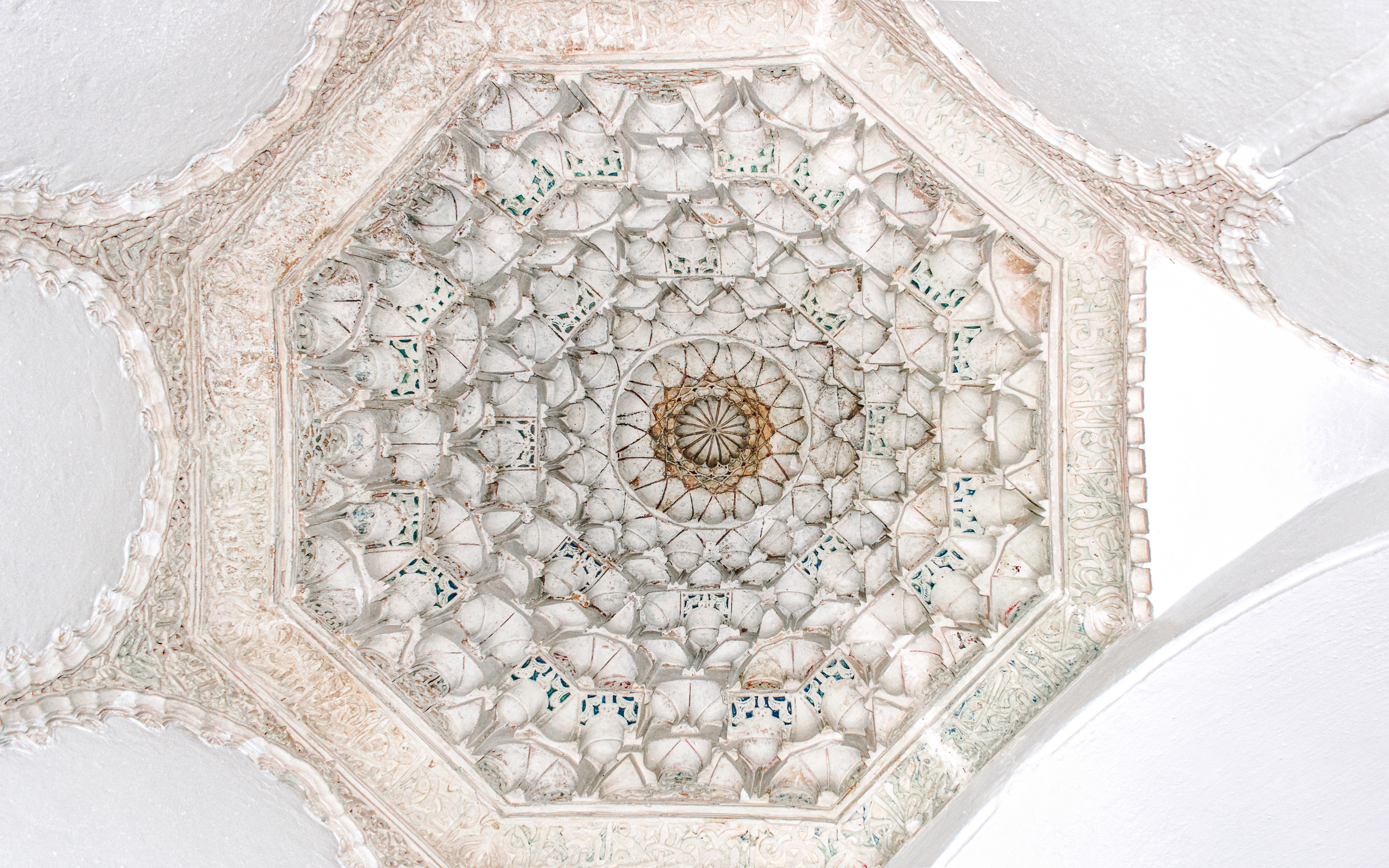
مقرنص محراب المسجد

تحتل الصومعة، المبنية من الآجر والمكونة من برج ومنور، الزاوية الجنوبية الشرقية للبناية. يتم الصعود إلى سطحها بواسطة درج يحيط بنواة مركزية. تزين واجهاتها الأربعة سلسلة من الإطارات المستطيلة التي تملأ بعضها شبكة من المعينات المنحنية الأضلاع وبعضها الآخر عقود مفصصة. وعلى واجهاته الأربعة، ينفتح المنور بعقود مفصصة، كما تغطيه زخارف من الزليج الجميلة والمتعددة الألوان.
من بين كل المعالم الموجودة بتلمسان، يعد مسجد سيدي بلحسن البناية التي تشبه إلى حد كبير الانجازات المعمارية المغربية والأندلسية.

## مواضيع ذات صلة
- المرجعية الدينية الجزائرية
- الحزب الراتب

## المصدر
- ر.بورويبة. فن الدين الإسلامي في الجزائر:الجزائر.الشركوة الوطنية للكتاب 1981 ص108-129.